# Ring Tilburg
De Ring Tilburg is de ring om de agglomeratie van Tilburg. Ook kan het verwijzen naar de kleinere, oudere ringbaan van Tilburg. De grote ringweg is samengesteld uit de rijkswegen A58 en A65 en de nieuw voor de ring aangelegde Burgemeester Letschert- en Burgemeester Bechtweg. De laatste zijn ook volledig als N260 respectievelijk N261 bewegwijzerd. De ring bestaat over de gehele lengte uit minimaal 2x2 rijstroken. De oude kleinere ringbaan bestaat uit de wegen Ringbaan Noord, Ringbaan West, Ringbaan Zuid en Ringbaan Oost, en is over de gehele lengte uitgevoerd als 2x2 rijstroken. Ook de kleinere stadsring, de zogenaamde Cityring, is voltooid. Deze is uitgevoerd als een 1x2 eenrichtingsverkeersweg.

## Grote Ring Tilburg

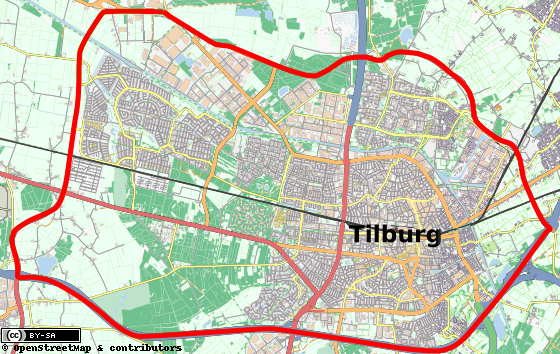
De grote ring rond Tilburg.

De grote ringweg bestaat uit vier doorlopende wegen:
1. (Ring Tilburg Noord)
2. (Ring Tilburg Oost)
3. (Ring Tilburg Zuid)
4. (Ring Tilburg West)

De ring heeft de volgende grote verbindingen met (met de klok mee):
- , richting Waalwijk
- , richting Vught en 's-Hertogenbosch
- , richting Eindhoven
- , richting Hilvarenbeek en Reusel
- , richting Poppel en Turnhout
- , richting Breda
- , richting Baarle en Turnhout
- , richting Dorst en Breda
- , richting Dongen

### Ring Tilburg - Zuid
Vanaf het uiterste zuidwestelijke punt van de gemeente Tilburg volgt de ring de A58 vanaf afrit 12, Tilburg-Reeshof. Vanaf hier loopt de ring langs de zuidkant van Tilburg tot aan knooppunt De Baars. Hierna vervolgt de ring de A65 tot aan afrit 3, Tilburg-Noord. De Ring Zuid sluit in het westen aan op het trajectdeel de Noordwesttangent, en in het oosten op de Noordoosttangent. De Ring-Zuid is als enige trajectdeel niet nieuw aangelegd, maar maakt gebruik van reeds bestaande wegen. Het traject telt deels 2x3 rijstroken tussen aansluitingen Tilburg-Centrum-West en Tilburg-Centrum-Oost en 2x2 rijstroken tussen aansluitingen Tilburg-Reeshof en Tilburg-Centrum-West.

### Noordoosttangent
De nieuwe onder de naam Burgemeester Bechtweg aangelegde Noordoosttangent begint bij afrit 3, Tilburg-Noord, van de A65, en loopt tot aan afrit Tilburg-Noord van de N261. Hier vervolgt de ring zonder dat een afslag nodig is in de Noordwesttangent als Burgemeester Letschertweg. Na voltooiing van de Burgemeester Bechtweg werd de weg benoemd als N261 en werd het oude traject van de provinciale weg 261 over de Midden-Brabantweg overgedragen aan de gemeente Tilburg. Hierdoor ontstond in Tilburg het enige ongenummerde stukje snelweg van Nederland. Deze is in september 2011 versmald tot autoweg met een maximumsnelheid van 80 km/u.

### Noordwesttangent
De nieuwe als Burgemeester Letschertweg benoemde Noordwesttangent loopt door vanuit de Burgemeester Bechtweg bij afrit Tilburg-Noord van de N261 langs de noordzijde van Tilburg tot afrit 12 van de A58. Tot 16 mei 2012 liep de weg vanuit Tilburg-Noord tot bedrijventerrein De Wildert, waarna het overging in de provinciale weg 632 richting Dongen (Eindsestraat). Tegenwoordig is de Eindsestraat een zijweg van de Burgemeester Letschertweg. Hier begint het op 16 mei 2012 voltooide stuk over het Wilhelminakanaal. Vanaf de Middeldijkdreef loopt de weg langs de Westkant van Tilburg langs de gemeentegrens naar afrit 12, Tilburg-Reeshof, van de A58, waar hij aansluit op de Ring Tilburg-Zuid. De Burgemeester Letschertweg is een onderdeel van de N260 die naar de Belgische grens bij Baarle-Nassau loopt en sinds de openstelling van de randweg van Baarle-Nassau / Baarle-Hertog Tilburg met Turnhout verbindt. De Burgemeester Letschertweg is volledig uitgevoerd als 2x2 rijstroken.

## Ringbaan Tilburg

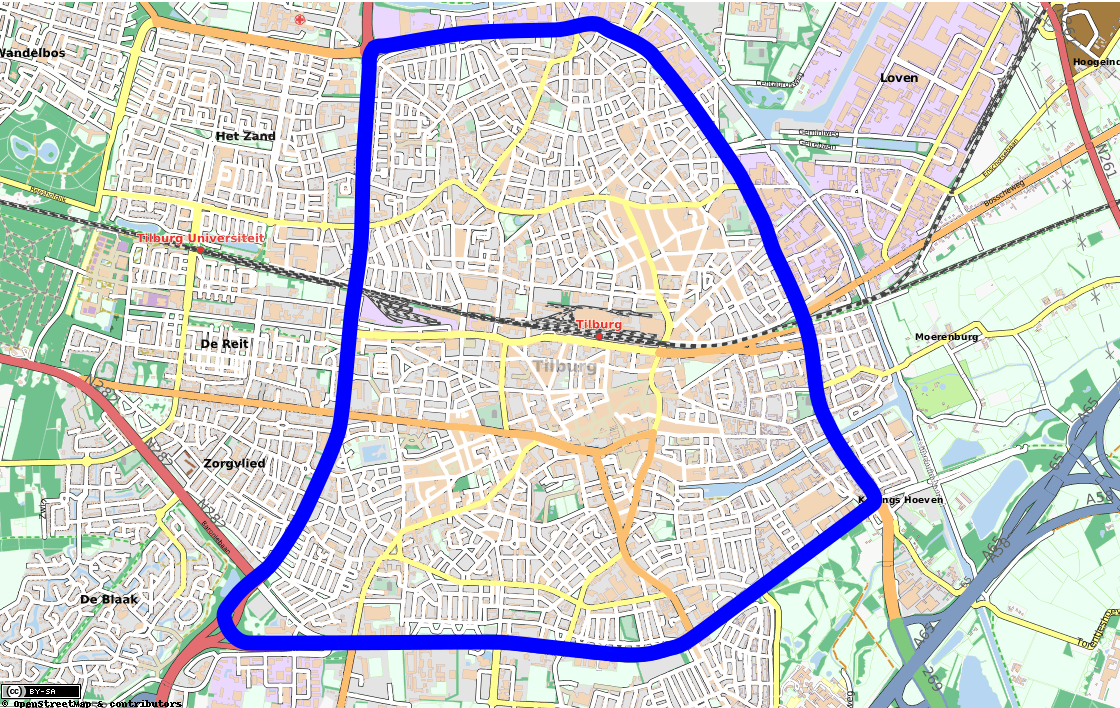
De Ringbaan van Tilburg. Linksonder is de aansluiting van de Blaakweg te zien. De hoofdrijbaan van de Ringbaan maakt een extreem sterke bocht en de Blaakweg is via een volledig knooppunt aangesloten

De ringbaan Tilburg begint bij de rotonde bij de aansluiting met de Midden-Brabantweg. Hier loopt de ringbaan als Ringbaan West naar het zuiden. Dit trajectdeel was voorheen becijferd als N261. Hierna loopt de weg vloeiend door als Ringbaan Zuid naar het oosten. Bij de kruising met de Kempenbaan moet er dan afgeslagen worden om op de Ringbaan Oost te komen, die weer vloeiend doorloopt als Ringbaan Noord, om vervolgens bij de rotonde bij de aansluiting met de Midden-Brabantweg te komen, waar weer afgeslagen kan worden om op de Ringbaan West te komen. Opvallend is dat de aansluiting van de ringbaan met de Blaakweg, daar waar de Ringbaan West overgaat in de Ringbaan Zuid, is uitgevoerd als volledig knooppunt. De ringbaan is over de gehele lengte uitgevoerd als 2x2 rijstroken. Een gehele ronde van de ringbaan is ongeveer 13 kilometer. 
De ringbanen werden oorspronkelijk bedacht door Johan H.E. Rückert in 1917. Het werd pas 40 jaar later, rond 1959 voltooid. Destijds deed de Ringbaan Zuid tot 1972 dienst als de doorgaande weg tussen Breda, Turnhout, 's-Hertogenbosch en Eindhoven.

## Stadsring Tilburg

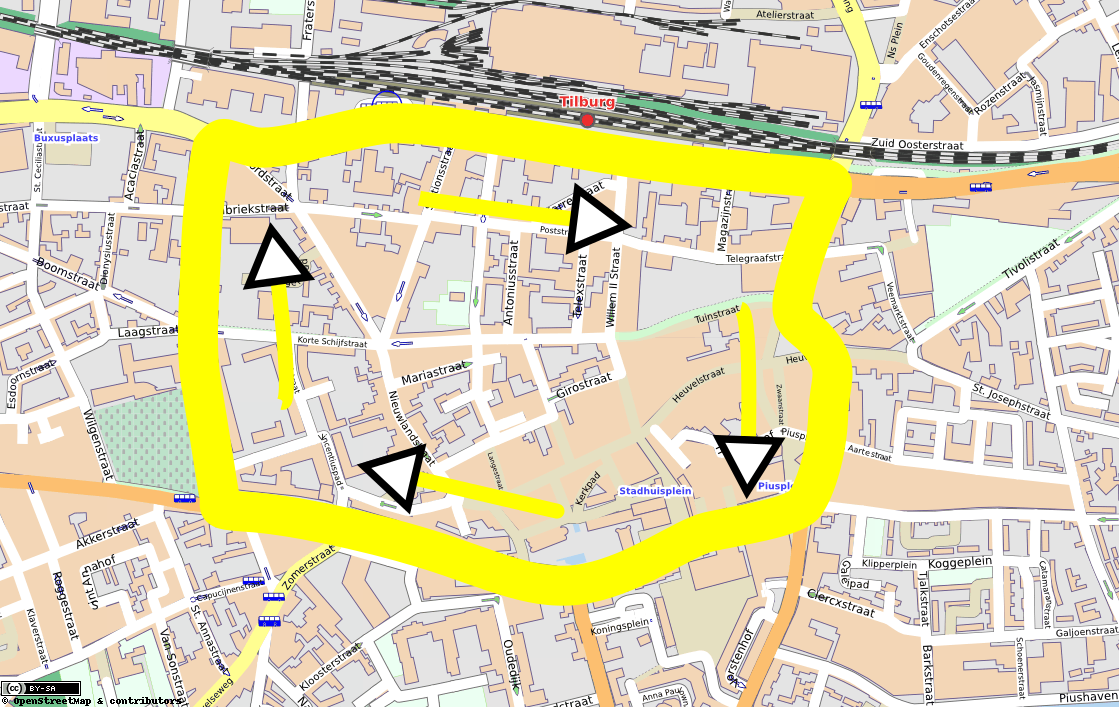
De stadsring (Cityring) van Tilburg. Eenrichtingsverkeer en uitgevoerd als 1x2 rijstroken.

In de jaren 2005-2011 is de zogenoemde Cityring, een stadsring om het centrum aangelegd dan wel heringericht. Deze brengt het totaal op drie ringwegen in Tilburg. De stadsring is uitgevoerd met eenrichtingsverkeer op twee rijstroken, waar auto's met de klok mee kunnen rijden. De stadsring wordt gevormd door de Spoorlaan, Heuvelring, Paleisring, Stadhuisplein, Schouwburgring en Noordhoekring. De Noordhoekring is in maart 2011 als laatste opengesteld. De stadsring bestaat uit wegen die voorheen grotendeels in twee richtingen gebruikt konden worden. Het voornaamste doel van het eenrichtingverkeer is het verbeteren van de doorstroming, met name tijdens de spitsuren en op zaterdagen.

### Parkring
De gemeente Tilburg werkt hard aan een aantrekkelijke en bereikbare binnenstad van Tilburg. Een plek waar o.a. meer ruimte is voor groen, fietsers en voetgangers. Hiervoor is het noodzakelijk om het autoverkeer in de binnenstad drastisch te beperken. Daarom vormt de gemeente de Cityring om tot Parkring. Dit is de eerste stap in de ombouw van Cityring naar Parkring waar vooral verkeer dat echt in de binnenstad moet zijn welkom is. Eind maart 2023 starten ook de eerste voorbereidende werkzaamheden voor de aanleg van het eerste stuk Parkring ter hoogte van het Stadsforum. Rond de zomer van 2024 is het deel tussen de Paleisring en de Schouwburgring klaar. Aan de ontwerpen voor de overige delen wordt momenteel nog gewerkt.
Op de Parkring is alleen gemotoriseerd verkeer welkom dat echt in de binnenstad moet zijn, zoals bewoners, bezoekers van het centrum, werknemers, taxi’s en hulpdiensten. Doorgaand verkeer dat nu de binnenstad doorkruist om sneller van A naar B te rijden, moet gebruik gaan maken van de ringbanen.